# Stanisław Konarski

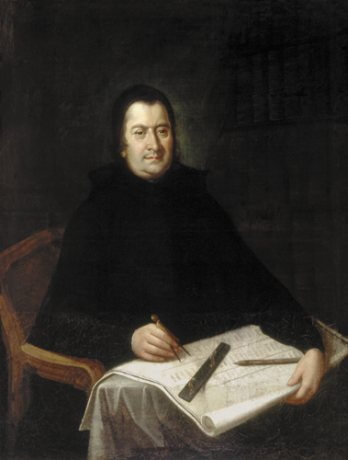
Stanisław Konarski

Stanisław Konarski (eigenlijk Hieronim Franciszek Konarski) (Żarczyce, 30 september 1700 - Warschau, 3 augustus 1773) was een Poolse pedagoog, onderwijshervormer, politiek schrijver, dichter, toneelschrijver, monnik van de Piaristen en de belangrijkste voorloper van de Verlichting in Polen.
Konarski studeerde van 1725 tot 1727 aan het Collegium Nazarenum in Rome, waar hij een leraar van retorica werd. Daarna reisde hij door Frankrijk, Duitsland en Oostenrijk om zijn kennis te verrijken. 
In 1730 keerde hij naar Polen terug en begon te werken aan een nieuwe uitgave van de Poolse wet (Volumina legum). 
Vanaf 1736 onderwees hij aan het Collegium Resoviense in Rzeszów. In 1740 richtte hij het Collegium Nobilium op, een elitaire school in Warschau voor jongeren uit de hoge sociale klasse ("szlachta"). Daarna hervormde hij het onderwijs van de Piaristen in Polen overeenkomstig zijn onderwijsprogramma ("Ordinationes Visitationis Apostolicae...", 1755). Zijn hervormingen werden een belangrijk uitgangspunt in het achttiende-eeuwse streven om het Poolse onderwijssysteem te moderniseren. 
Hij keerde zich ook reeds vroeg tegen de uitwassen van de barokke retoriek en dramatiek, in o.a. De emendandis eloquentiae vitiis (1741) en gaf zelf het voorbeeld van een beheerst werk in zijn tragedie Epaminondas (1756).
Aanvankelijk werd Konarski politiek met Koning Stanislaus Leszczyński geassocieerd; later met de "Familia" van Czartoryski en met Koning Stanislaus August Poniatowski. Hij nam aan diens beroemde "donderdagse diners" deel. Stanislaus August zorgde ervoor dat een medaille ter ere van Konarski werd geslagen, met zijn portret en de welverdiende inscriptie Sapere auso.
- Bibliothèque nationale de France: cb12185355k (data)
- CiNii: DA13186590
- Gemeinsame Normdatei: 118777777
- International Standard Name Identifier: 0000 0001 0844 7331
- Library of Congress Control Number: n88640934
- Nationale Bibliotheek van Tsjechië: js2005269512
- Nationale Bibliotheek van Israël: 987007277399105171
- Nationale Bibliotheek van Polen: a0000001183159
- Nederlandse Thesaurus van Auteursnamen: 068097379
- Réseau des bibliothèques de Suisse occidentale: 02-A003466897
- Système universitaire de documentation: 086702343
- Virtual International Authority File: 54192247
- WorldCat: E39PBJqFPVWCbHq8Q8FxFBV9jC